# Dunakeszi
Dunakeszi est une ville et une commune du comitat de Pest en Hongrie.

## Géographie
La ville de Dunakeszi est située sur la rive gauche du Danube, à environ 15 kilomètres au nord de Budapest. 
Dunakeszi fait partie du paysage central de l'Alföld appelé plaine du Danube, dont une grande partie se trouve dans la plaine des cônes alluviaux de Pest et une plus petite partie dans les petits paysages de la vallée de Vác-Pesti-Danube (hu).
Dunakeszi à une superficie de 31,06 km2.

## Population
| 2013   | 2014   | 2021   | 2022   |
| ------ | ------ | ------ | ------ |
| 40 441 | 41 183 | 43 990 | 43 858 |

| 2023   | 2024   | - | - |
| ------ | ------ | - | - |
| 43 061 | 42 747 | - | - |

## Transports
Dunakeszi est traversée par l’autoroute M2 (Budapest–Dunakeszi–Göd –Vác).
L'autoroute l’autoroute M3 passe au sud à cinq kilomètres.
Dunakeszi est située sur la ligne de Bratislava à Budapest (hu).

## Jumelages
La ville de Dunakeszi est jumelée avec :
| Ville | Ville             | Pays | Pays     |
| ----- | ----------------- | ---- | -------- |
|       | Casalgrande       |      | Italie   |
|       | Cristuru Secuiesc |      | Roumanie |
|       | Ravda             |      | Bulgarie |
|       | Stary Sącz        |      | Pologne  |